# 恵那市立武並小学校
恵那市立武並小学校（えなしりつ たけなみしょうがっこう）とは、岐阜県恵那市にある公立小学校。

## 通学区域
- 通学区域は長島町久須見の一部、武並町藤の一部、武並町竹折である。公立中学校の進学先は恵那市立恵那西中学校及び恵那市立恵那北中学校である[1]。

## 沿革
- 1968年（昭和43年）4月 - 藤小学校と竹折小学校を統合。恵那市立武並小学校として開校。統合校舎未完成のため、旧・藤小学校を藤教室、旧・竹折小学校を竹折教室として授業を行う。
- 1969年（昭和44年） - 統合校舎が現在地に完成。藤教室、竹折教室を廃止。